# Danh sách loài trong họ Sciaridae
Dưới đây là danh sách các loài ruồi trong họ Sciaridae.

## Các loài
Các loài xếo theo chi gồm:
- Bradysia 
  - Bradysia bellingeri Shaw, 1953
  - Bradysia biformis (Lundbeck, 1898)
  - Bradysia bispina (Fisher, 1938)
  - Bradysia browni (Shaw, 1935)
  - Bradysia caldaria (Linyner, 1895)
  - Bradysia coprophila (Lintner, 1895)
  - Bradysia cucumeris (Johannsen, 1912)
  - Bradysia dichaeta (Shaw, 1941)
  - Bradysia diluta (Johannsen, 1912)
  - Bradysia dux (Johannsen, 1912)
  - Bradysia ericia (Pettey, 1918)
  - Bradysia expolita (Coquillett, 1900)
  - Bradysia falcata (Pettey, 1918)
  - Bradysia fatigans (Johannsen, 1912)
  - Bradysia felti (Pettey, 1918)
  - Bradysia fochi (Pettey, 1918)
  - Bradysia forcipulata (Lundbeck, 1898)
  - Bradysia fulvicauda (Felt, 1898)
  - Bradysia fumida (Johannsen, 1912)
  - Bradysia groenlandica (Holmgren, 1872)
  - Bradysia hamata (Pettey, 1918)
  - Bradysia hartii (Johannsen, 1912)
  - Bradysia hastata (Johannsen, 1912)
  - Bradysia impatiens (Johannsen, 1912)
  - Bradysia iridipennis (Zetterstedt, 1838)
  - Bradysia johannseni Enderlein, 1912
  - Bradysia jucunda (Johannsen, 1912)
  - Bradysia kaiseri (Shaw, 1941)
  - Bradysia lobosa (Pettey, 1918)
  - Bradysia longispina (Pettey, 1918)
  - Bradysia macclurei (Shaw, 1941)
  - Bradysia macfarlanei (Jones, 1920)
  - Bradysia macroptera (Pettey, 1918)
  - Bradysia mellea (Johannsen, 1912)
  - Bradysia mesochra (Shaw, 1941)
  - Bradysia munda (Johannsen, 1912)
  - Bradysia mutua (Johannsen, 1912)
  - Bradysia neglecta (Johannsen, 1912)
  - Bradysia nemoralis (Meigen, 1818)
  - Bradysia nervosa (Meigen, 1818)
  - Bradysia nigripes (Meigen, 1830)
  - Bradysia ovata (Pettey, 1918)
  - Bradysia paradichaeta (Shaw, 1941)
  - Bradysia parilis (Johannsen, 1912)
  - Bradysia penna (Pettey, 1918)
  - Bradysia petaini (Pettey, 1918)
  - Bradysia picea (Rubsaamen, 1894)
  - Bradysia pilata (Pettey, 1918)
  - Bradysia pollicis (Pettey, 1918)
  - Bradysia prolifica (Felt, 1898)
  - Bradysia quadrispinosa (Pettey, 1918)
  - Bradysia reynoldsi (Metz, 1938)
  - Bradysia sexdentata (Pettey, 1918)
  - Bradysia silvestrii (Kieffer, 1910)
  - Bradysia spinata (Pettey, 1918)
  - Bradysia subgrandis (Shaw, 1941)
  - Bradysia trifurca (Pettey, 1918)
  - Bradysia tritici (Coquillett, 1895)
  - Bradysia trivialis (Johannsen, 1912)
  - Bradysia unguicauda (Malloch, 1923)
  - Bradysia varians (Johannsen, 1912)
  - Chaetosciara joffrei (Pettey, 1918)
- Corynoptera 
  - Corynoptera bournei (Shaw, 1941)
  - Corynoptera consimilis (Holmgren, 1869)
  - Corynoptera lugens (Johannsen, 1912)
  - Corynoptera luravi (Johannsen, 1929)
  - Corynoptera luteola (Pettey, 1918)
  - Corynoptera macrodon (Frey, 1948)
  - Corynoptera perfecta (Pettey, 1918)
  - Corynoptera subtrivialis (Pettey, 1918)
- Edidapus
- Eugnoriste 
  - Eugnoriste brevirostris Coquillett, 1904
  - Eugnoriste occidentalis Coquillett, 1896
  - Eugnoriste planiforceps Steffan, 1971
- Lycoriella 
  - Lycoriella agraria (Felt, 1898)
  - Lycoriella brevipetiolata (Shaw, 1941)
  - Lycoriella caesar (Johannsen, 1929)
  - Lycoriella cochleata (Rubsaamen, 1898)
  - Lycoriella farri (Shaw, 1953)
  - Lycoriella grandis (Pettey, 1918)
  - Lycoriella jauva (Rapp, 1946)
  - Lycoriella mali (Fitch, 1856)
  - Lycoriella multiseta (Felt, 1898)
  - Lycoriella parva (Holmgren, 1869)
  - Lycoriella permutata Lundbeck, 1901
  - Lycoriella polychaeta (Pettey, 1918)
  - Lycoriella sativae (Johannsen, 1912)
  - Lycoriella similans (Johannsen, 1925)
  - Lycoriella trifolii (Pettey, 1918)
  - Lycoriella venosa (Staeger, 1840)
  - Lycoriella garretti Shaw
  - Lycoriella hardyi Shaw
  - Lycoriella hoyti Hardy
  - Lycoriella latistylata Hardy
  - Lycoriella molokaiensis Grimshaw
  - Lycoriella prominens Hardy
  - Lycoriella radicum Brunetti
  - Lycoriella solispina Hardy
  - Lycoriella spatitergum Hardy
- Metangela 
  - Metangela toxoneura (Osten Sacken, 1862)
- Moehnia
- Odontosciara 
  - Odontosciara nigra (Wiedemann, 1821)
- Phytosciara 
  - Phytosciara flavipes (Meigen, 1804)
  - Plastosciara arenicola Steffan, 1984
  - Plastosciara johnstoni (Shaw, 1935)
  - Plastosciara adrostylata Hardy
  - Plastosciara brevicalcarata Hardy
  - Plastosciara longicosta Hardy
  - Plastosciara latipons Hardy
- Pnyxia 
  - Pnyxia scabiei (Hopkins, 1895)
- Pseudosciara 
  - Pseudosciara forceps (Pettey, 1918)
- Rhynchosciara
- Scatopsciara 
  - Scatopsciara actuosa (Johannsen, 1912)
  - Scatopsciara acuta (Johannsen, 1912)
  - Scatopsciara dendrotica Steffan, 1968
  - Scatopsciara nacta (Johannsen, 1912)
  - Scatopsciara radialis (Shaw, 1934)
  - Scatopsciara vivida (Winnertz, 1867)
  - Scatopsciara nigrita Hardy
- Schwenkfeldina 
  - Schwenkfeldina dolens (Johannsen, 1912)
  - Schwenkfeldina tridentata (Rubsaamen, 1898)
- Sciara 
  - Sciara abdita Johannsen, 1912
  - Sciara arcuata Garrett, 1925
  - Sciara cingulata Rubsaamen, 1894
  - Sciara clavata Garrett, 1925
  - Sciara congregata Johannsen, 1914
  - Sciara cylindrica Pettey, 1918
  - Sciara diderma Garrett, 1925
  - Sciara diota Garrett, 1925
  - Sciara dives Johannsen, 1912
  - Sciara futilis Johannsen, 1912
  - Sciara globosa Pettey, 1918
  - Sciara habilis Johannsen, 1912
  - Sciara hebes (Loew, 1869)
  - Sciara multisetifera Pettey, 1918
  - Sciara ochrolabis Loew, 1869
  - Sciara polita Say, 1824
  - Sciara psittacus Pettey, 1918
  - Sciara sciophila Loew, 1869
  - Sciara scita Johannsen, 1912
  - Sciara townesi Shaw, 1935
  - Sciara unicorn Garrett, 1925
  - Sciara vicina Johannsen, 1912
  - Sciara hawaiiensis Hardy
- Scythropochroa
- Zygoneura 
  - Zygoneura flavicoxa Johannsen, 1912
  - Zygoneura johannseni Shaw, 1941
- Hyperlasion Schmitz
  - Hyperlasion magnisensoria (Hardy)
- Spathobdella Frey
  - Spathobdella setigera Hardy, 1960